# Xã Seward, Quận Seward, Kansas
Xã Seward (tiếng Anh: Seward Township) là một xã thuộc quận Seward, tiểu bang Kansas, Hoa Kỳ. Năm 2010, dân số của xã này là 316 người.